# フールズ・ラッシュ・イン
「フールズ・ラッシュ・イン」（Fools Rush In (where angels Fear to Tread)）は、1940年発表のポップ・スタンダード。作詞ジョニー・マーサー・作曲Rube Bloom。

## 概要
グレン・ミラーとRay Eberle、トミー・ドーシーとフランク・シナトラが世に紹介した。ビリー・エクスタインも録音した。
1960年代も人気の曲で、1960-61年にブルック・ベントンが、 1962年にエタ・ジェームスが、1963年にリッキー・ネルソンがヒットさせた。
ネルソンの録音はビルボード#12の大ヒットで、最も有名なバージョンである。
ドリス・デイとアンドレ・プレヴィンは1962年のアルバム『Duet』でカバーした。
エルヴィス・プレスリーはネルソンのスタイルで歌い、1972年のアルバム『Elvis Now』に収めた。
バウ・ワウ・ワウは1980年のアルバム『Your Cassette Pet』でカバー。
シー&ヒムはLevi's Pioneer Sessionsdeで2010年にネルソン・バージョンで歌った。
ケネス・アンガーの短編映画『Scorpio Rising』（1963年）でネルソンのバージョンが使用された。『バッファロー66』（1998年）では主人公の父親が劇中で歌った。

## その他のバージョン
- シャーリー・バッシー - Shirley Bassey (1961)
- ブレンダ・リー - Sincerely, Brenda Lee (1962)
- Lesley Gore - Lesley Gore Sings Of Mixed-Up Hearts (1963)
- ディーン・マーティン - Dream with Dean (1964)[4]
- バウ・ワウ・ワウ - Sun Sea & Piracy (1980)
- ドリス・デイ (with アンドレ・プレヴィン) - Duet (2001)
- The Four Freshmen - Voices In Latin/The Freshmen Year (2001)
- The Hi-Lo's - A Musical Thrill (2006)
- Al Hirt - Trumpet and Strings (1962)[5]
- Susannah McCorkle - The Songs of Johnny Mercer (1977)
- The Morning Benders - Bedroom Covers (2008)
- クリフ・リチャード - Bold As Brass (2010)
- フランク・シナトラ and トミー・ドーシー - Legendary Sides (1997)
- Keely Smith - The Keely Smith Collection (1999)
- Spiritualized - Ladies and Gentlemen We Are Floating in Space (1997)
- ジョー・スタッフォード - Autumn In New York/Starring Jo Stafford (1997)
- Peggy Sue - Peggy Sue Plays The Songs of Scorpio Rising (2012)

## 参照
1. ↑  Furia, Phillip (1990). The Poets of Tin Pan Alley. New York, Oxford: Oxford University Press. p. 270. ISBN 0-19-507473-4
2. ↑  “CASH BOX Top 100 Singles”. Cash Box Magazine. 2013年3月10日閲覧。
3. ↑  “She and Him – “Fools Rush In””. Pretty Much Amazing. 2013年3月10日閲覧。
4. ↑   (英語) Dream with Dean - Dean Martin | Album | AllMusic 2025年6月12日閲覧。
5. ↑  Al Hirt, Trumpet and Strings Retrieved April 8, 2013.